# Sztranyiczki Mihály
Sztranyiczki Mihály (Szamosújvár, 1937. január 9. – 2024. március 17.) erdélyi magyar szerkesztő, nyelvész, újságíró, Sztranyiczki Gábor testvére.

## Életútja, munkássága
Középiskoláit szülővárosában, a Szövetkezeti Kereskedelmi Középiskolában végezte (1954), majd a Bolyai Tudományegyetemen szerzett diplomát történelem szakból (1960). 1960–92 között a bukaresti Tudományos Könyvkiadó, illetve annak utódja, a Tudományos és Enciklopédiai Könyvkiadó kolozsvári kirendeltségének szerkesztője volt. 1992–96 között a bukaresti Garamond, valamint a kolozsvári Nis, Minerva és Yo-Yo Only kiadók külső munkatársa, az Armenia c. magyar-örmény időszaki szemle szerkesztőbizottságának tagja, 1995-től a Református Egyház Misztótfalusi Kis Miklós Sajtóközpontjának olvasószerkesztője volt.
Első írása a Szabadságban jelent meg 1990-ben. Tar Károllyal összeállította a Romániai magyar nyelvvédő szótárt (Kolozsvár, 1993).

## Szerkesztései
- V. Cucu – M. Stelian: Románia. Műemlék- és útikalauz (Bukarest, 1974)
- Egyed Ákos: A parasztság Erdélyben a századfordulón. Társadalom- és agrártörténeti áttekintés (Bukarest, 1975)
- Romániai magyar nyelvvédő szótár; összeáll. Sztranyiczki Mihály, Tar Károly; Nis, Kolozsvár, 1993 (Erdélyi kiskönyvtár)
- Enyedi Sándor: Tegnapelőttől tegnapig. Művelődéstörténeti töprengések (Kolozsvár, 1998)
- A város az Őrhegy alatt. Nagyenyed szóban és képben (összeállította Hantz-Lám Irén, Kolozsvár, 2001)
- Gazdovits Miklós: Az erdélyi örmények történetéből (Kolozsvár, 2000)
- Törzsök Erika: Kisebbségek a változó világban (tanulmány, Kolozsvár, 2003)
- Az örmény Szamosújvár (Szamosújvár, 2004)
- Tibori Szabó Zoltán: Árnyékos oldal. Zsidó identitástudat Erdélyben a holokauszt után; Koinónia, Kolozsvár, 2007